# Prix de l'Arc de triomphe
Il Prix de l'Arc de Triomphe è una corsa ippica in piano che viene disputata la prima domenica d'ottobre all'ippodromo di Longchamp.
Si tratta di una corsa di Gruppo 1 riservata ai cavalli di tre anni ed oltre. Viene considerata come la più importante corsa al mondo, in termini di qualità.
Viene corsa sulla classica distanza dei 2400 m della grande pista di Longchamp e prevede un monte premi di 5 milioni di euro. Il record della prova è detenuto da Found in 2 min 23 s 61/100 nel 2016 ,edizione corsa a Chantilly.
Dalla sua prima edizione, il 3 ottobre 1920, l'Arc de Triomphe è diventato la più importante corsa in piano al mondo, e da allora, è la corsa che attira i migliori cavalli del pianeta. La corse è seguita da circa un miliardo di telespettatori in tutto il mondo e da 60.000 persone all'ippodromo.

## Sponsor
Lo sponsor attuale del Prix de l'Arc de Triomphe è il Qatar Racing and Equestrian Club (QREC); l'accordo di sponsorizzazione concerne le edizioni dell'Arc dal 2008 al 2022. In seguito all'accordo il monte premi si è raddoppiato, passando da 2 milioni di euro a 4 e poi 5 milioni, divenendo una delle corse in piano più ricche al mondo.

## Palmarès
| Anno | Vincitore          | S/E             | Paese           | Padre             | Tempo           | Jockey                | Allenatore         | Proprietario                     | Secondo           | Terzo                          |
| 2023 | Ace Impact         | M.3             | Francia         | Cracksman         | 2.25.50         | Cristian Demuro       | Jean-Claude Rouget | Serge Stempniak                  | Westover          | Onesto                         |
| 2022 | Alpinista          | F.5             | Regno Unito     | Frankel           | 2.35.71         | Luke Morris           | Mark Prescott      | Kirsten Rausing                  | Vadeni            | Torquator Tasso                |
| 2021 | Torquator Tasso    | M.4             | Germania        | Adlerflug         | 2.37.62         | Rene Piechulek        | Marcel Weiss       | Gestüt Auenquelle                | Tarnawa           | Hurricane Lane                 |
| 2020 | Sottsass           | M.4             | Francia         | Siyouni           | 2.39.30         | Christian Demuro      | Jean-Claude Rouget | White Birch Farm                 | In Swoop          | Persian King                   |
| 2019 | Waldgeist          | M.5             | Francia         | Galileo           | 2:31.97         | Pierre-Charles Boudot | André Fabre        | Gestüt Ammerland / Newsells Park | Enable            | Sottsass                       |
| 2018 | Enable             | F.4             | Regno Unito     | Nathaniel         | 2:29.24         | Lanfranco Dettori     | John Gosden        | Khalid Abdullah                  | Sea of class      | Cloth of Stars                 |
| 2017 | Enable             | F.3             | Regno Unito     | Nathaniel         | 2:28.69         | Lanfranco Dettori     | John Gosden        | Khalid Abdullah                  | Cloth of Stars    | Ulysses                        |
| 2016 | Found              | F.4             | Irlanda         | Galileo           | 2'23"61         | Ryan Moore            | Aidan O'Brien      | Tabor, Smith & Magnier           | Highland Reel     | Order Of St George             |
| 2015 | Golden Horn        | M.3             | Regno Unito     | Cape Cross        | 2'27"23         | Lanfranco Dettori     | John Gosden        | Anthony Oppenheimer              | Flintshire        | New Bay                        |
| 2014 | Trêve              | F.4             | Francia         | Motivator         | 2'26"05         | Thierry Jarnet        | Christiane Head    | Al Shaqab Racing                 | Flintshire        | Taghrooda                      |
| 2013 | Trêve              | F.3             | Francia         | Motivator         | 2'32"04         | Thierry Jarnet        | Christiane Head    | Al Shaqab Racing                 | Orfevre           | Intello                        |
| 2012 | Solemia            | F.4             | Francia         | Poliglote         | 2'37"68         | Olivier Peslier       | C.Laffon-Parias    | Wertheimer & Frère               | Orfevre           | Masterstroke                   |
| 2011 | Danedream          | F.3             | Germania        | Lomitas           | 2'24"49         | Andrasch Starke       | Peter Schiergen    | Gest. B. Eberstein               | Shareta           | Snow Fairy                     |
| 2010 | Workforce          | M.3             | Regno Unito     | King's Best       | 2'35"30         | Ryan Moore            | Sir Michael Stoute | K. Abdullah                      | Nakayama Festa    | Sarafina                       |
| 2009 | Sea The Stars      | M.3             | Irlanda         | Cape Cross        | 2'26"30         | Michael Kinane        | John Oxx           | Cristopher Tsui                  | Youmzain          | Cavalryman                     |
| 2008 | Zarkava            | F.3             | Francia         | Zamindar          | 2'28"80         | Christophe Soumillon  | A.de Royer-Dupré   | S.A. Aga Khan                    | Youmzain          | Soldier of Fortune / It's Gino |
| 2007 | Dylan Thomas       | M.4             | Irlanda         | Danehill          | 2'28"50         | Kieren Fallon         | Aidan O'Brien      | Coolmore                         | Youmzain          | Sagara                         |
| 2006 | Rail Link          | M.3             | Francia         | Dansili           | 2'31"70         | S. Pasquier           | André Fabre        | K. Abdullah                      | Pride             | Hurricane Run                  |
| 2005 | Hurricane Run      | M.3             | Francia         | Montjeu           | 2'27"40         | Kieren Fallon         | André Fabre        | Michael Tabor                    | Westerner         | Bago                           |
| 2004 | Bago               | M.3             | Francia         | Nashwan           | 2'25"00         | Thierry Gillet        | Jonathan Pease     | Succ.Niarchos                    | Cherry Mix        | Ouija Board                    |
| 2003 | Dalakhani          | M.3             | Francia         | Darshaan          | 2'32"30         | Christophe Soumillon  | A.de Royer-Dupré   | S.A. Aga Khan                    | Mubtaker          | High Chaparral                 |
| 2002 | Marienbard         | M.5             | Regno Unito     | Caerleon          | 2'26"70         | Lanfranco Dettori     | S. bin Suroor      | Godolphin                        | Sulamani          | High Chaparral                 |
| 2001 | Sakhee             | M.4             | Regno Unito     | Bahri             | 2'36"10         | Lanfranco Dettori     | S. bin Suroor      | Godolphin                        | Aquarelliste      | Sagacity                       |
| 2000 | Sinndar            | M.3             | Irlanda         | Grand Lodge       | 2'25"80         | Johnny Murtagh        | John Oxx           | S.A. Aga Khan                    | Egyptband         | Volvoreta                      |
| 1999 | Montjeu            | M.3             | Francia         | Sadler's Wells    | 2'38"50         | Michael Kinane        | John Hammond       | Michael Tabor                    | El Condor Pasa    | Croco Rouge                    |
| 1998 | Sagamix            | M.3             | Francia         | Linamix           | 2'34"50         | Olivier Peslier       | André Fabre        | J.-L.Lagardère                   | Leggera           | Tiger Hill                     |
| 1997 | Peintre Célèbre    | M.3             | Francia         | Nureyev           | 2'24"60         | Olivier Peslier       | André Fabre        | D.Wildenstein                    | Pilsudski         | Borgia                         |
| 1996 | Helissio           | M.3             | Francia         | Fairy King        | 2'29"90         | Olivier Peslier       | Elie Lellouche     | Enrique Sarasola                 | Pilsudski         | Oscar Schindler                |
| 1995 | Lammtarra          | M.3             | Regno Unito     | Nijinsky          | 2'31"80         | Lanfranco Dettori     | S.bin Suroor       | Saeed Al Maktoum                 | Freedom Cry       | Swain                          |
| 1994 | Carnegie           | M.3             | Francia         | Sadler's Wells    | 2'31"10         | Thierry Jarnet        | André Fabre        | Cheikh Mohammed                  | Hernando          | Apple Tree                     |
| 1993 | Urban Sea          | F.4             | Francia         | Miswaki           | 2'37"90         | Eric Saint-Martin     | Jean Lesbordes     | David Tsui                       | White Muzzle      | Opera House                    |
| 1992 | Subotica           | M.4             | Francia         | Pampabird         | 2'39"00         | Thierry Jarnet        | André Fabre        | Olivier Lecerf                   | User Friendly     | Vert Amande                    |
| 1991 | Suave Dancer       | M.3             | Francia         | Green Dancer      | 2'31"40         | Cash Asmussen         | John Hammond       | H. Chalhoub                      | Magic Night       | Pistolet Bleu                  |
| 1990 | Saumarez           | M.3             | Francia         | Rainbow Quest     | 2'29"80         | Gérald Mossé          | Nicolas Clément    | B. McNall                        | Epervier Bleu     | Snurge                         |
| 1989 | Carroll House      | M.3             | Regno Unito     | Lord Gayle        | 2'30"80         | Michael Kinane        | Michael Jarvis     | A. Balzarini                     | Behera            | Saint Andrews                  |
| 1988 | Tony Bin           | M.3             | Italia          | Kampala           | 2'27"30         | John Reid             | L. Camici          | M. Del Bono Gaucci               | Mtoto             | Boyatino                       |
| 1987 | Trempolino         | M.3             | Francia         | Sharpen Up        | 2'26"30         | Pat Eddery            | André Fabre        | Paul de Moussac                  | Tony Bin          | Triptych                       |
| 1986 | Dancing Brave      | M.3             | Regno Unito     | Lyphard           | 2'27"70         | Pat Eddery            | Guy Harwood        | K. Abdullah                      | Bering            | Triptych                       |
| 1985 | Rainbow Quest      | M.4             | Regno Unito     | Blushing Groom    | 2'29"50         | Pat Eddery            | Jeremy Tree        | K. Abdullah                      | Sagace            | Kozana                         |
| 1984 | Sagace             | M.4             | Francia         | Luthier           | 2'39"10         | Yves Saint-Martin     | Patrick Biancone   | D.Wildenstein                    | Northern Trick    | All Along                      |
| 1983 | All Along          | F.4             | Francia         | Targowice         | 2'28"10         | Walter Swinburn       | Patrick Biancone   | D.Wildenstein                    | Sun Princess      | Luth Enchantée                 |
| 1982 | Akiyda             | F.3             | Francia         | Labus             | 2'37"00         | Yves Saint-Martin     | François Mathet    | S.A. Aga Khan                    | Ardross           | Awaasif                        |
| 1981 | Gold River         | F.4             | Francia         | Riverman          | 2'35"40         | G.-W. Moore           | Alec Head          | J. Wertheimer                    | Bikala            | April Run                      |
| 1980 | Detroit            | F.3             | Francia         | Riverman          | 2'28"00         | Pat Eddery            | Olivier Douïeb     | R. Sangster                      | Argument          | Ela-Mana-Mou                   |
| 1979 | Three Troikas      | F.3             | Francia         | Lyphard           | 2'28"90         | Freddy Head           | Christiane Head    | Mme A. Head                      | Le Marmot         | Troy                           |
| 1978 | Alleged            | M.4             | Irlanda         | Hoist the Flag    | 2'36"50         | Lester Piggott        | Vincent O'Brien    | R. Sangster                      | Trillion          | Dancing Maid                   |
| 1977 | Alleged            | M.3             | Irlanda         | Hoist the Flag    | 2'30"60         | Lester Piggott        | Vincent O'Brien    | R. Sangster                      | Balmerino         | Crystal Palace                 |
| 1976 | Ivanjica           | F.4             | Francia         | Sir Ivor          | 2'39"40         | Freddy Head           | Alec Head          | J. Wertheimer                    | Crow              | Youth                          |
| 1975 | Star Appeal        | M.5             | Germania        | Appiani           | 2'33"60         | Greville Starkey      | Theo Grieper       | W.Zeitelhack                     | On My Way         | Comtesse de Loir               |
| 1974 | Allez France       | F.4             | Francia         | Sea Bird          | 2'36"90         | Yves Saint-Martin     | Angel Penna        | D.Wildenstein                    | Comtesse de Loir  | Margouillat                    |
| 1973 | Rheingold          | M.4             | Regno Unito     | Fabergé           | 2'35"80         | Lester Piggott        | Barry Hills        | Henry Zeisel                     | Allez France      | Hard to Beat                   |
| 1972 | San San            | F.3             | Francia         | Bald Eagle        | 2'28"30         | Freddy Head           | Angel Penna        | C. Batthyany                     | Rescousse         | Homeric                        |
| 1971 | Mill Reef          | M.3             | Regno Unito     | Never Bend        | 2'28"30         | Geoff Lewis           | Ian Balding        | Paul Mellon                      | Pistol Packer     | Cambrizzia                     |
| 1970 | Sassafras          | M.3             | Francia         | Sheshoon          | 2'29"70         | Yves Saint-Martin     | François Mathet    | Arpad Plesch                     | Nijinsky          | Miss Dan                       |
| 1969 | Levmoss            | M.4             | Regno Unito     | Le Levanstell     | 2'29"           | W. Williamson         | S. McGrath         | S. McGrath                       | Park Top          | Grandier                       |
| 1968 | Vaguely Noble      | M.3             | Francia         | Vienna            | 2'35"20         | Bill Williamson       | Étienne Pollet     | R.-A.Franklin                    | Sir Ivor          | Carmarthen                     |
| 1967 | Topyo              | M.3             | Francia         | Fine Top          | 2'38"20         | W. Pyers              | C.-W. Bartholomew  | Mme L. Volterra                  | Salvo             | Ribocco                        |
| 1966 | Bon Mot            | M.3             | Francia         | Worden            | 2'39"80         | Freddy Head           | W. Head            | F.-W.Burmann                     | Sigebert          | Lionel                         |
| 1965 | Sea Bird           | M.3             | Francia         | Dan Cupid         | 2'35"50         | T.-P. Glennon         | Étienne Pollet     | Jean Ternynck                    | Reliance          | Diatome                        |
| 1964 | Prince Royal       | M.3             | Francia         | Ribot             | 2'35"50         | Roger Poincelet       | G. Bridgland       | Rex Ellworth                     | Santa Claus       | La Bamba                       |
| 1963 | Exbury             | M.4             | Francia         | Le Haar           | 2'35"00         | J. Deforge            | G. Watson          | G. de Rothschild                 | Le Mesnil         | Misti                          |
| 1962 | Soltikoff          | M.3             | Francia         | Prince Cavalloier | 2'30"90         | M. Depalmas           | R. Pelat           | Mme C. del Duca                  | Monade            | Val de Loir                    |
| 1961 | Molvedo            | M.3             | Italia          | Ribot             | 2'33"40         | Enrico Camici         | A. Maggi           | Edigio Verga                     | Right Royal       | Misti                          |
| 1960 | Puissant Chef      | M.3             | Francia         | Djefou            | 2'44"           | M. Garcia             | C.-W. Bartholomew  | H. Aubert                        | Hautain           | Point d'Amour III              |
| 1959 | Saint Crespin      | M.3             | Francia         | Auréole           | 2'33"30         | George Moore          | Alec Head          | Prince Ali Khan                  | Midnight Sun      | Le Loup Garou                  |
| 1958 | Ballymoss          | M.4             | Irlanda         | Mossborough       | 2'37"90         | S. Breasley           | Vincent O'Brien    | J. McShain                       | Fric              | Cherasco                       |
| 1957 | Oroso              | M.4             | Francia         | Tifinar           | 2'33"40         | S. Boullenger         | D. Lescalle        | Raoul Meyer                      | Denisy            | Balbo                          |
| 1956 | Ribot              | M.4             | Italia          | Tenerani          | 2'34"70         | Enrico Camici         | U. Penco           | Mis I. della Rochetta            | Talgo             | Tanerko                        |
| 1955 | Ribot              | M.3             | Italia          | Tenerani          | 2'35"60         | Enrico Camici         | U. Penco           | Mis I. della Rochetta            | Beau Prince II    | Picounda                       |
| 1954 | Sica Boy           | M.3             | Francia         | Sunny Boy         | 2'36"30         | W. Johnstone          | P. Pelat           | Mme J. Cochery                   | Banassa           | Filante                        |
| 1953 | La Sorellina       | F.3             | Francia         | Sayani            | 2'31"80         | M. Larraun            | Étienne Pollet     | Paul Dubosq                      | Silnet            | Worden                         |
| 1952 | Nuccio             | M.4             | Francia         | Traghetto         | 2'39"80         | Roger Poincelet       | Alec Head          | Aga Khan III                     | La Mirambule      | Dynamiter                      |
| 1951 | Tantième           | M.4             | Francia         | Deux Pour Cent    | 2'32"80         | Jacques Doyasbère     | François Mathet    | François Dupré                   | Nuccio            | Le Tirol                       |
| 1950 | Tantième           | M.3             | Francia         | Deux Pour Cent    | 2'34"20         | Jacques Doyasbère     | François Mathet    | François Dupré                   | Alizier           | L'Amiral                       |
| 1949 | Coronation         | F.3             | Francia         | Djebel            | 2'38"60         | Roger Poincelet       | Charles Semblat    | Marcel Boussac                   | Double Rose       | Amour Drake                    |
| 1948 | Migoli             | M.4             | Regno Unito     | Bois Roussel      | 2'31"60         | C. Smirke             | Frank Butters      | Aga Khan III                     | Nirgal            | Bey                            |
| 1947 | Le Paillon         | M.5             | Francia         | Fastnet           | 2'33"40         | F. Rochetti           | W. Head            | L. Aurosseau                     | Goyama            | Madelon                        |
| 1946 | Caracalla          | F.4             | Francia         | Tourbillon        | 2'33"30         | Charlie Elliott       | Charles Semblat    | Marcel Boussac                   | Prince Cavalloier | Pirette                        |
| 1945 | Nikellora          | F.3             | Francia         | Vatellor          | 2'34"80         | R. Johnstone          | R. Pelat           | Mme R. Paturea                   | Ardan             | Chanteur                       |
| 1944 | Ardan              | M.3             | Francia         | Pharis            | 2'35"00         | Jacques Doyasbère     | Charles Semblat    | Marcel Boussac                   | Un Gaillard       | Deux Pour Cent                 |
| 1943 | Verso II           | M.3             | Francia         | Pinceau           | 2'33"40         | G. Duforez            | C. Clout           | Cte de Chambure                  | Esmeralda         | Norseman                       |
| 1942 | Djebel             | M.5             | Francia         | Tourbillon        | 2'37"90         | Jacques Doyasbère     | Charles Semblat    | Marcel Boussac                   | Tornado           | Breughel                       |
| 1941 | Le Pacha           | M.3             | Francia         | Biribi            | 2'36"20         | P. Francolon          | J. Cunnington      | Philippe Gund                    | Nepenthe          | Djebel                         |
| 1940 | Corsa annullata    | Corsa annullata | Corsa annullata | Corsa annullata   | Corsa annullata | Corsa annullata       | Corsa annullata    | Corsa annullata                  | Corsa annullata   | Corsa annullata                |
| 1939 | Corsa annullata    | Corsa annullata | Corsa annullata | Corsa annullata   | Corsa annullata | Corsa annullata       | Corsa annullata    | Corsa annullata                  | Corsa annullata   | Corsa annullata                |
| 1938 | Éclair au Chocolat | M.3             | Francia         | Bubbles           | 2'39"80         | C. Bouillon           | L. Robert          | É. de Rothschild                 | Antonym           | Canot                          |
| 1937 | Corrida            | F.5             | Francia         | Coronach          | 2'33"90         | Charlie Elliott       | J.-E. Watts        | Marcel Boussac                   | Tonnelle          | Mousson                        |
| 1936 | Corrida            | F.4             | Francia         | Coronach          | 2'38"60         | Charlie Elliott       | J.-E. Watts        | Marcel Boussac                   | Cousine           | Fantastic                      |
| 1935 | Samos              | F.3             | Francia         | Brûleur           | 2'42"60         | W. Sibbritt           | F. Carter          | E. de Saint-Alary                | Péniche           | Corrida                        |
| 1934 | Brantôme           | M.3             | Francia         | Blandford         | 2'41"80         | C. Bouillon           | L. Robert          | É. de Rothschild                 | Assuérus          | Félicitation                   |
| 1933 | Crapom             | M.3             | Italia          | Cranach II        | 2'41"60         | P. Caprioli           | F. Regoli          | Mario Crespi                     | Casterari         | Pantalon                       |
| 1932 | Motrico            | M.7             | Francia         | Radamès           | 2'44"60         | Ch.-H. Semblat        | M. d'Okhuysen      | Max de Rivaud                    | Goyescas          | Macaroni                       |
| 1931 | Pearl Cap          | F.3             | Francia         | Le Capucin        | 2'38"80         | Ch.-H. Semblat        | F. Carter          | Mlle Diana Esmond                | Amfortas          | Prince Rose                    |
| 1930 | Motrico            | M.5             | Francia         | Radamès           | 2'44"80         | M. Fruhinsholtz       | M. d'Okhuysen      | Max de Rivaud                    | Hotwood           | Filarete                       |
| 1929 | Ortello            | M.3             | Italia          | Teddy             | 2'42"80         | P. Caprioli           | W. Carter          | G. del Montel                    | Kantar            | Finglas                        |
| 1928 | Kantar             | M.3             | Regno Unito     | Alcantara II      | 2'38"80         | A. Esling             | R. Carver          | Ogden Mills                      | Rialto            | Finglas                        |
| 1927 | Mon Talisman       | M.3             | Francia         | Craig and Eran    | 2'32"80         | Ch.-H. Semblat        | F. Carter          | E. Martinez de Hoz               | Nino              | Felton                         |
| 1926 | Biribi             | M.3             | Francia         | Rabelais          | 2'32"80         | D. Torterolo          | J. Torterolo       | Simon Guthman                    | Dorina            | Ptolemy                        |
| 1925 | Priori             | M.3             | Francia         | Brûleur           | 2'33"80         | M. Allemand           | P. Carter          | G. de Chavagnac                  | Cadum             | Tras Los Montes                |
| 1924 | Massine            | M.4             | Francia         | Consols           | 2'40"80         | A. Sharpe             | E. Cunnington      | Henry Ternynck                   | Isola Bella       | Cadum                          |
| 1923 | Parth              | M.3             | Regno Unito     | Polymelus         | 2'38"20         | F. O'Neill            | J.-H. Crawford     | A.-K. Macomber                   | Massine           | Filibert de Savoie             |
| 1922 | Ksar               | M.4             | Francia         | Brûleur           | 2'38"80         | F. Bullock            | W.-R. Walton       | Mme E. Blanc                     | Fléchois          | Relapse                        |
| 1921 | Ksar               | M.3             | Francia         | Brûleur           | 2'34"80         | G. Stern              | W.-R. Walton       | Mme E. Blanc                     | Fléchois          | Square Measure                 |
| 1920 | Comrade            | M.3             | Francia         | Bachelor's Double | 2'39"           | F Bullock             | P.-P. Gilpin       | E. de Saint-Alary                | King's Cross      | Pieurs                         |